# Anomalocaris
Anomalocaris is een geslacht van uitgestorven gepantserde ongewervelde dieren uit de Cambriumperiode gedurende de Cambrische explosie. Anomalo(-)caris betekent 'vreemde garnaal' en het was een elegant, langzaam roofdier. Met zijn sterke vangpoten kon het dier zijn prooi grijpen en naar de schijfvormige bek brengen.

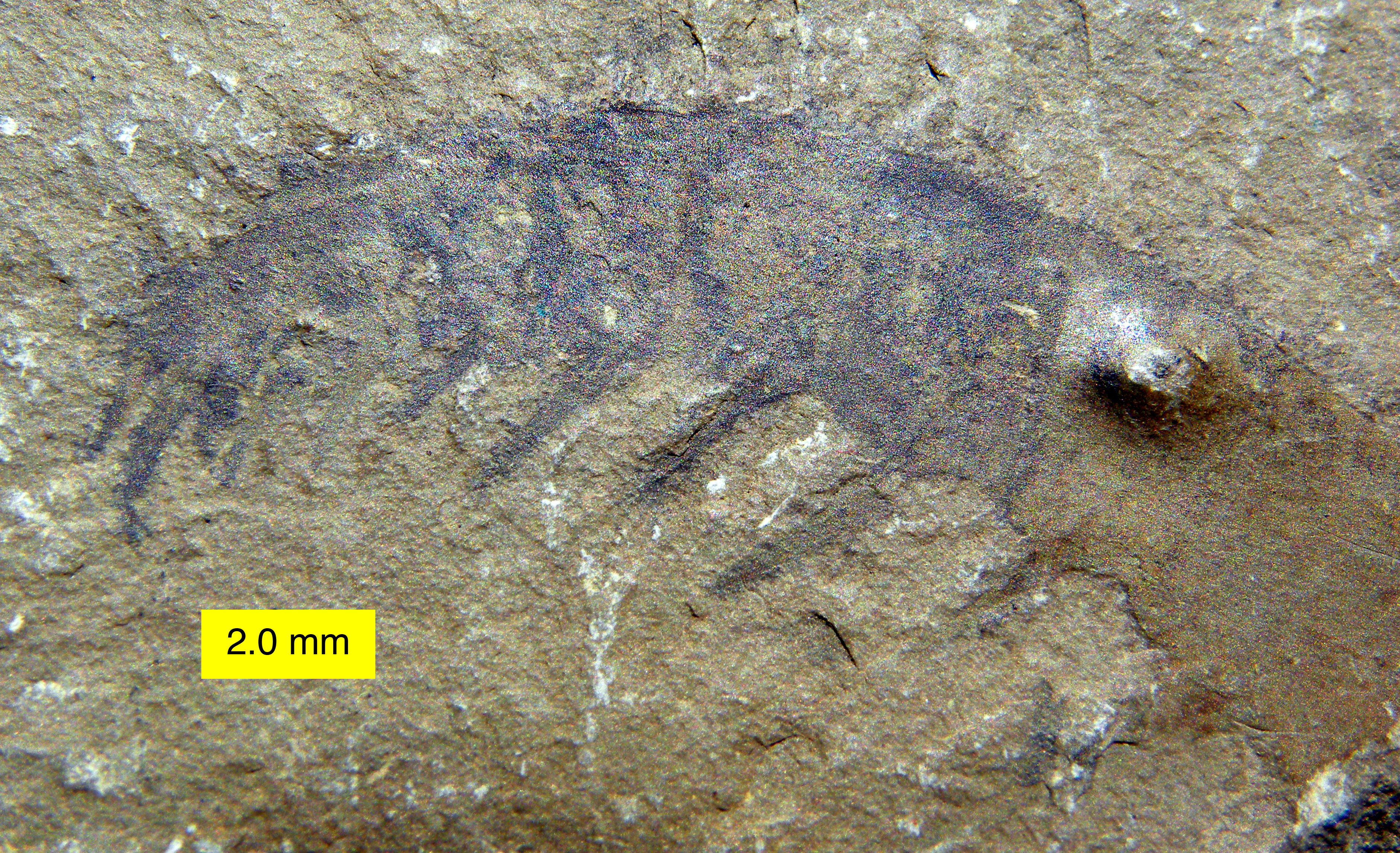
Anomalocaris

## Kenmerken
Anomalocaris was een reus onder de ongewervelde zeedieren en werd meer dan zestig centimeter lang. Anomalocaris zwom in het water en gebruikte beweegbare flapachtige verlengingen op het lichaam om te bewegen. Zijn hoofd had een paar lange gesteelde ogen tot drie centimeter lang, waarschijnlijk met elkaar verbonden. Deze kunnen bestaan uit enkele honderden of zelfs enkele duizenden lenzen en waren qua structuur vergelijkbaar met de samengestelde ogen van hedendaagse insecten en krabben. Ze behoorden tot de grootste en scherpste visuele organen die ooit hebben bestaan. Met twee uitzonderlijk behendige grijpers aan de schijfvormige mondopening, was Anomalocaris waarschijnlijk in staat om prooien te grijpen uit het water of van de zeebodem en deze naar de mond te brengen. Recent onderzoek suggereert echter dat de mond van Anomalocaris niet geschikt was voor het eten van hard voedsel, omdat het geen tanden had, maar alleen platen met zachte hoorn. Bovendien kon de mond niet worden gesloten, wat aangeeft dat Anomalocaris alleen zijn voedsel heeft opgezogen. Het is mogelijk dat dit dier succesvol is geweest omdat het een van de eerste soorten was die ogen had ontwikkeld. Deze ogen zouden anders zijn dan die van de mens en meer lijken op de ogen van hedendaagse insecten.

## Reconstructie en aanverwante geslachten
Anomalocaris werd vaak verkeerd geclassificeerd. Geïsoleerde fossiele vondsten van de ronde mond werden beschouwd als een kwal en werden Peytoia genoemd. Het lichaam werd beschouwd als een spons en kreeg de naam Laggania. De grijpers zijn ook beschreven als een soort geslacht van geleedpotigen. Uiteindelijk kon het dier Anomalocaris echter worden gereconstrueerd. Na verdere fossiele vondsten in de Burgess Shale werd het beeld van het dier duidelijker; later, met Anomalocaris saron, werd een andere soort ontdekt in China, naast de Amerikaanse Anomalocaris canadiensis. Andere gerelateerde geslachten zijn ook beschreven, waaronder bijvoorbeeld Amplectobelua, ook een Chinese anomalocaride. Als een verdere vertegenwoordiger van de anomalocariden, moet Schinderhannes bartelsi hier worden vermeld, met name omdat het ongeveer 100 miljoen jaar later in het lagere Devoon leefde en dus het geologische leven van deze groep aanzienlijk verlengde.

## Classificatie
Vanwege de vele unieke kenmerken is het nog steeds niet duidelijk waar de anomalocariden, die nu hun eigen familie vormen, kunnen worden ingedeeld in het systeem van ongewervelde dieren. Er is een orde gemaakt, de Radiodonta, waarin een poging is gedaan om de anomalocariden en hun familieleden, bijvoorbeeld Opabinia, te huisvesten. Ze kunnen echter nog niet worden onderverdeeld in een stam of zelfs een klasse. Een oplossing hiervoor was de oprichting van de klasse Dinocaridita, die superieur is aan de Radiodonta en de classificatie hiervan in de stam Lobopodia. Dit wordt echter meestal alleen gezien als een nog niet geldige aanpak. Ze kunnen een tak van de geleedpotige vormen die zich afsplitste en zich specialiseerde aan het begin van het Vroeg-Cambrium.

## Vondsten
Fossielen van Anomalocaris komen onder andere voor in de biota van Chengjiang in China en de Burgess Shale in Canada.